# Henriette Ith-Wille
Henriette Ith-Wille (La Chaux-de-Fonds (Suïssa), 31 d'agost de 1885 - Ginebra, 12 de novembre de 1978) va ser una esperantista i pacifista suïssa, així com la secretària del pedagog Pierre Bovet. Feia servir el pseudònim de Henriette Rémi. També va ser coneguda amb el nom de casada del seu primer matrimoni Henriette Danneil i del segon Henriette Ith.

## Joventut i primera guerra mundial
Henriette Wille va néixer en una família de rellotgers. El seu pare Charles (1835-1896) va morir quan ella tenia 11 anys i va ser educada per la seva mare, Jenny Borkiewitcz, en un ambient lliurepensador i culturalment estimulant. Els primers anys del segle XX els va viure a Zúric, a Anglaterra i a Berlín, on va aprendre llengües i fotografia. El 1908 va tornar a La Chaux-de-Fonds, on va obrir un taller de fotografia. Allà es va casar el 1914 amb l'oficial alemany Hans Danneil, adquirint així la nacionalitat alemanya i perdent-ne la suïssa. Durant la Primera guerra mundial, Henriette Danneil va fer d'infermera a l'hospital militar on el seu marit estava ferit, dedicant-se als malalts que s'havien quedat desfigurats per l'acció d'obusos i altres artefactes explosius. El 1942 publicarà les seves memòries d'aquests anys al llibre Hommes sans visage. L'experiència de la guerra la va apropar a la meditació filosòfica sobre el sentit de la vida. Així, va transcriure al braille el llibre del Premi Nobel de Literatura Rudolf Eucken Der Sinn und Wert des Lebens (El sentit i el valor de la vida). El 1919 es va afiliar a la Lliga Juvenil Internacional iniciada pel matemàtic i filosòf alemany Leonard Nelson, a Göttingen. També es va afiliar al Partit Socialdemòcrata d'Alemanya (SPD), tot i que en serà expulsada el 1925, juntament amb la resta de membres de la Lliga. Un any abans se n'havia anat a viure a Ginebra, on restaria fins al final dels seus dies.

## Vida a Ginebra. Pedagogia i esperanto
A Ginebra va mantenir la relació amb Leonard Nelson i amb el seu nou partit polític, l'Internationaler Sozialistischer Kampfbund (Lliga internacional socialista), considerat una escissió de l'SPD. El 1926 va aprendre la llengua auxiliar internacional esperanto, idioma que ensenyaria després a l'escola d'estudis socials per a dones de Ginebra. En aquesta època va conèixer Edmond Privat, figura clau del pacifisme i de l'esperantisme, i va formar part del grup esperantista local La Stelo.
Per mitjà de la seva amiga Alice Descoeudres va conèixer els principals representants de l'escola nova, com Édouard Claparède, Adolphe Ferrière o Pierre Bovet, els quals el 1925 havien fundat el Bureau international d'éducation (BIE). Henriette Ith va ser membre d'aquesta organització, que federava diversos moviments de la nova educació, i va ensenyar esperanto a moltes persones per facilitar l'organització i la comunicació dels participants al Congrés Mundial de l'Educació, que va tenir lloc el 1929 a Ginebra. Amb l'ajut de l'Associació Mundial de Professors Esperantistes va traduir durant alguns anys el butlletí del BIE a l'esperanto. En aquesta època, va treballar com a secretària personal del pedagog Pierre Bovet, tant a l'Institut Jean-Jacques Rousseau com al BIE. També va ensenyar esperanto a infants amb objectius científics. Per a Henriette Ith, tant l'escola nova com l'esperanto eren eines per crear una societat més pacífica. Com Maria Montessori, creia que era més probable aconseguir una pau sostenible mitjançant l'educació de les ments individuals, que no pas amb el poder dels estats.

## Casament amb Émile Ith i activisme pacifista
Adolphe Ferrière prologarà el seu llibre Hommes sans visage (publicat el 1942 i republicat el 2014). Ferrière era el redactor de la revista Pour l'Ere Nouvelle. Durant tres anys Henriette va ser la seva assistent en aquesta tasca. A més, va traduir a l'esperanto el llibre de Ferrière Transformons l'école. També va traduir a l'esperanto Senarmigo kaj edukado (Desarmament i educació), que es va publicar en ocasió de la Conferència Mundial per al Desarmament que va tenir lloc a Ginebra durant els anys 1932-1934. D'altra banda, des de 1928 a 1932, Henriette va assumir la redacció de la versió en esperanto de la Internationaler Sozialistischer Kampfbund. Així, va prendre un rol actiu al moviment obrer, tot i que no podia signar els seus articles, perquè oficialment era una ciutadana alemanya i el contacte amb membres d'aquest partit podia causar-li problemes amb les autoritats suïsses.
Henriette es va casar en segones núpcies amb Émile Ith (1902-1965), un idealista suís disset anys més jove que ella. Émile Ith acabava de sortir de la presó, on havia estat sis mesos per objecció de consciència. Aquest jove era ebenista, sindicalista, lliurepensador i anarquista. A la presó havia rebut la visita del psicoanalista Charles Baudouin, que havia convençut la parella perquè estudiessin psicologia com a estudiants lliures a la Universitat de Ginebra.
Tant Émile com Henriette van ser molt actius durant dècades en diferents qüestions relatives al pacifisme i a la no violència, així com en la introducció del servei civil internacional de Pierre Cérésole a Suïssa. Tots dos van ser membres de diverses organitzacions pacifistes, com el Moviment Internacional de Repacificació. Diversos amics, com Monastier, Cérésole, Privat o Butts els van convèncer de freqüentar també la Societat dels Amics. Així, es van interessar pels quàquers, per Mohandas Gandhi i per la filosofia hindú i van col·laborar amb la publicació L'Essor (La Impeto), on escrivien intel·lectuals com Baudouin, Bovet, Claparède, Descoeudres, Ferrière, Monastier o Privat.